# ارداق
اَرداق (به ترکی : آراداغ )شهری است در بخش دشتابی شهرستان بوئین‌زهرا استان قزوین ایران.  
از صنایع دستی ارداق می‌توان به گلیم ارداق اشاره کرد و این شهر مرکز بافت گلیم در استان قزوین است.
مردم این شهر و همچنین بخش دشتابی به زبان زیبای ترکی آذربایجانی با لحجه خاص دشتابی صحبت میکنند.

## جمعیت
شهر ارداق دارای ۵٬۰۴۳ نفر جمعیت و ۱٬۵۹۶ خانوار در سال ۱۳۹۵ بوده است. مردم این شهر به زبان ترکی آذربایجانی صحبت میکنند. شهر ارداق و بخش دشتابی از مناطق مهاجرفرست استان قزوین بوده و در سالهای اخیر مهاجرت از این منطقه به جاهای دیگر سرعت پیدا کرده است.

## تاریخ

### ارداق در کتاب فرهنگ جغرافیایی ایران

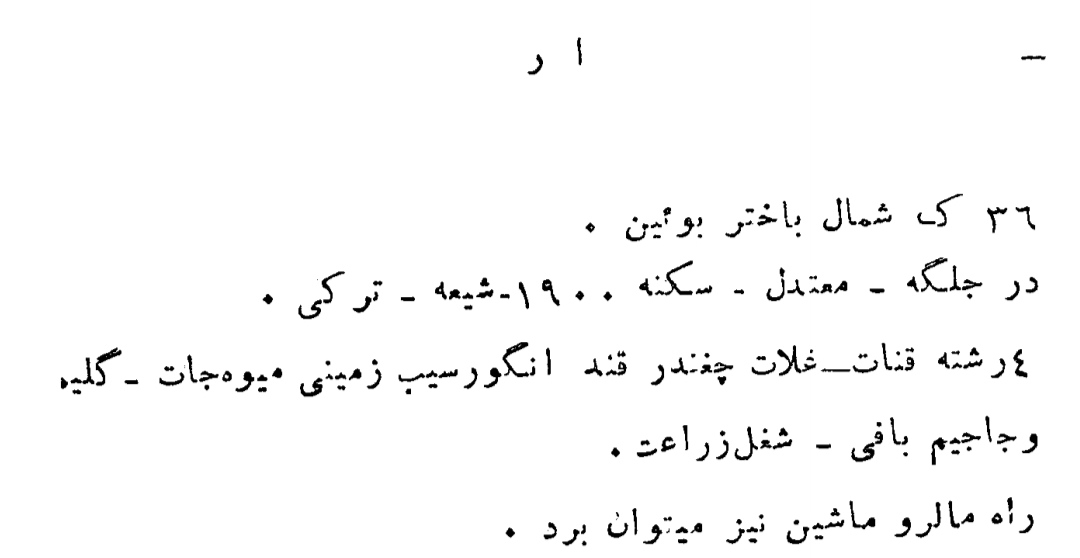
توصیف شهر ارداق در کتاب فرهنگ جغرافیایی ایران

ده جزء دهستان دشتابی بخش بوئین شهرستان قزوین، ۳۶ کیلومتری شمال باختری بوئین.
در جلگه، معتدل، سکنه ۱۹۰۰، شیعه، تُرکی.
چهار رشته قنات، غلات، چغندر قند، انگور، سیب زمینی، میوه‌جات، گلیم و جاجیم، شغل زراعت.

## محصولات
ارداق دارای باغ‌‌های انگور و زمین‌های کشاورزی مناسبی می‌باشد که در آنها محصولات زیادی از قبیل یونجه گندم جو ذرت و غیره به‌عمل می‌آید و دارای آثار باستانی همچون غضنفرتپه است. کارخانه بزرگ لبنیات بیتا شیر در ارداق قرار دارد.